# Бруннер, Аманда
Аманда Бруннер Вейга (порт. Amanda Brunner Veiga; 23 февраля 1993, Конгоньиньяс, Парана) — бразильская футболистка, полузащитница.

## Биография
Родилась в семье Марсии и Клаудемира Бруннер Вейга. Начинала заниматься футболом в команде Колледжа святой Марии в родном городе, становилась победительницей и призёром региональных юношеских турниров. В начале взрослой карьеры выступала за клубы «Ассаи» и «Фоз Катаратас» из штата Парана.
В 2014 году вместе с ещё двумя бразильскими футболистками, Коки и Дани, перешла в российский клуб «Кубаночка». Дебютный матч в чемпионате России сыграла 13 апреля 2014 года против «Россиянки», а первый гол забила в своей третьей игре, 27 апреля в ворота «Измайлово». Всего за два сезона сыграла 30 матчей и забила 2 гола в чемпионате страны. Со своим клубом дважды становилась финалисткой Кубка России (2014, 2015).
После возвращения на родину выступала за клубы «Осаско Аудакс», «Коринтианс», «Ирандуба». Выходила на поле в матчах женского Кубка Либертадорес. В составе «Коринтианса» в 2017 году стала вице-чемпионкой Бразилии. В начале 2020 года перешла в клуб «Ферровиария».
Выступала за молодёжную сборную Бразилии. В 2012 году принимала участие в молодёжном чемпионате мира, на котором бразильянки не смогли выйти из группы, сыграла все 3 матча и стала автором одного из двух голов своей команды.